# República de Kalakuta
República de Kalakuta va ser el nom que el músic i activista Fela Kuti va donar el 1974 al recinte comunal en què s'allotjava la seva família i els membres del seu grup. Situat al múmero 14 d'Agege Motor Road, al barri d'Idi Oro, a Lagos, disposava d'un centre de salut gratuït, un estudi de gravació i una sala de concerts anomenada Afrika Shrine. Fela la va declarar independent com a territori lliure i autònom de l'estat governat per la junta militar després de tornar dels Estats Units d'Amèrica el 1970. El recinte va ser incendiat el 18 de febrer de 1977 després de l'assalt d'un miler de soldats armats.
El nom de «Kalakuta» era una burla de la cel·la de la presó anomenada «Calcuta» en què Fela havia estat empresonat pel govern, i que al seu torn prenia el nom de l'infame calabós de Fort William de Calcuta en l'època de l'Índia colonial.
Abans de l'assalt militar a la República de Kalakuta, Fela va compondre un disc titulat Zombie sobre el règim dictatorial nigerià. A la cançó, els soldats són zombis pel fet d'obeir les ordres a cegues. Una de les parts de la cançó, en anglès pidgin de l'Àfrica Occidental, diu: Zombie no go walk unless you say am to walk. Fela hi denuncia els soldats nigerians que van permetre la corrupció i la repressió de les seves comunitats per part d'una elit econòmica. La cançó es va fer tan popular a Nigèria que l'aleshores cap de l'estat, Olusegun Obasanjo, es va donar per ofès. Els militars desconcertats amb les constants crítiques de Fela van considerar que era impropi tenir una república dins d'una república. A la vegada, els tabloides locals van difondre històries inventades de joves atretes al recinte i corrompudes pels músics de Fela, oferint una imatge de la casa com si fos un focus de drogaddicció i prostitució.
Durant l'assalt de les Forces Armades Nigerianes, la mare de Fela, Funmilayo Ransome-Kuti, de 78 anys, va ser llançada al buit des d'una finestra del segon pis i va morir després d'estar en coma vuit setmanes.

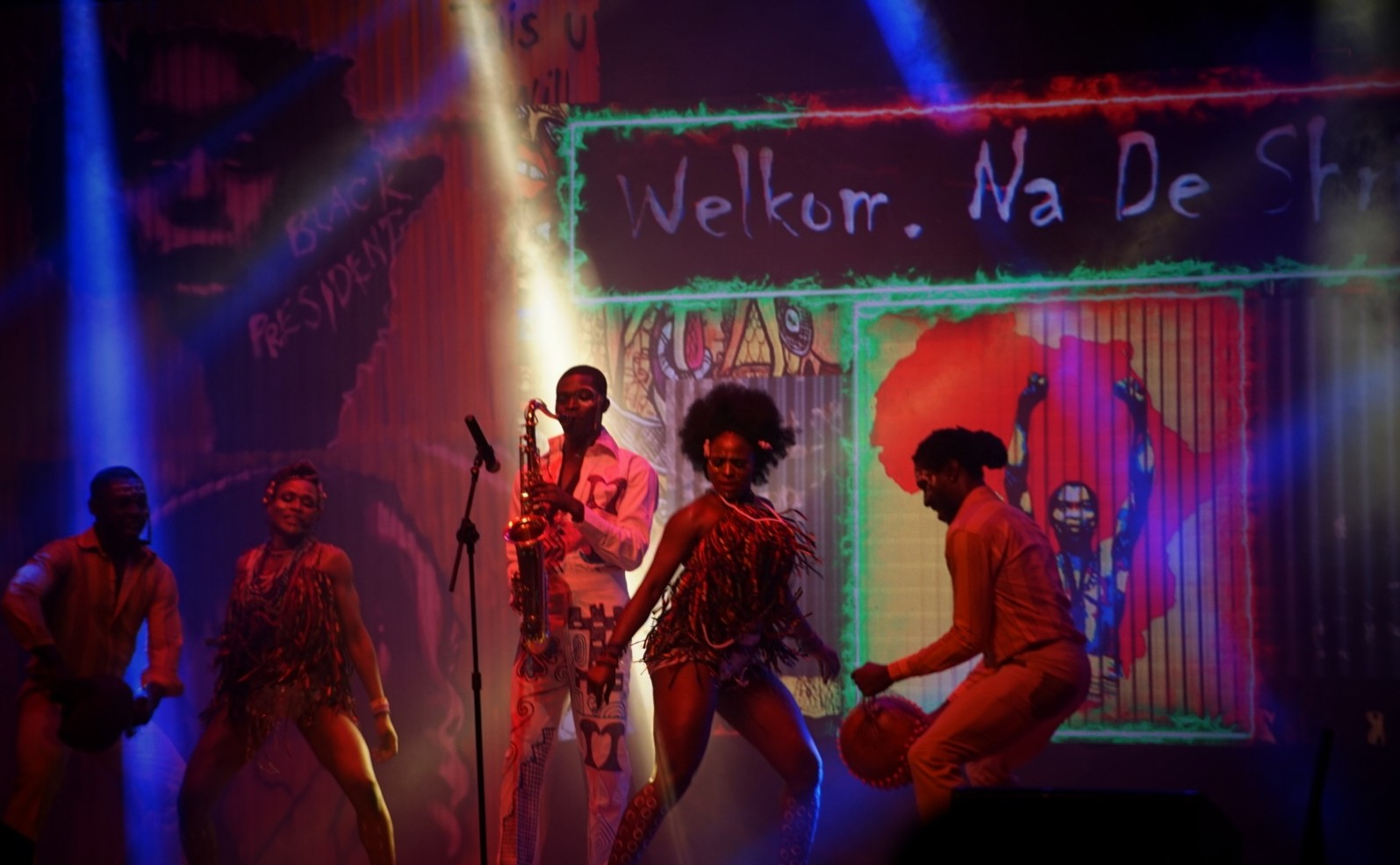
Kalakuta Queens

El 20 de febrer de 1978, Fela es va casar amb 27 de les seves coristes conegudes com a Queens. Fela va declarar que no mantindria relacions matrimonials amb totes elles, però que s'hi havia casat perquè els costava trobar feina després que l'estudi de gravació fos incendiat. Segons Fela, en la tradició ioruba, quan una dona corre el risc de desemparament el deure d'un home de la seva comunitat és casar-s'hi com a mitjà de protecció.
El 2012, Babatunde Fashola, el governador de Lagos, va endegar una iniciativa per a reconstruir el recinte i convertir-lo en un museu. El Museu de la República de Kalakuta es va inaugurar oficialment el 15 d'octubre de 2012, en commemoració del 74è aniversari de Fela. S'hi exposen instruments i obres d'art i disposa d'un restaurant i un hotel.